# Fabrica de Spirt și Drojdie din Arad
Fabrica de Spirt și Drojdie din Arad a fost fondată în anul 1851 de către Adolf Neuman, venit din Boemia.
După două incendii de proporții, în 1884 a fost terminată actuala clădire, cea mai modernă fabrică a vremii din sud-estul Europei.
Alături a funcționat și o moară, precum și o fermă de porci.
Instalațiile au rămas funcționale timp de peste o sută de ani, fiind demontate abia după 1990.
Fabrica și moara au fost transformate în societate anonimă în 1922, ramânând în proprietatea familiei Neuman pâna la naționalizarea din 1948.